# 黒木隆男
黒木 隆男（くろき たかお、1951年- ）は株式会社NHK文化センター代表取締役社長。元日本放送協会理事。

## プロフィール

### 学歴
- 1975年京都大学経済学部卒業

### 人物
日本放送協会（NHK）在任中は、「カッパ」「カッパちゃん」「カッパさん」のニックネームで親しまれていた。

### 職歴
- 1975年 日本放送協会入局。
- 2006年 松山放送局長。
- 2009年 日本放送協会理事。
- 2011年6月27日　株式会社NHK文化センター代表取締役社長就任。